# Ніколаєвка (Великоберезниківський район)
Нікола́євка (рос. Николаевка, ерз. Николаевка) — село у складі Беликоберезниківського району Мордовії, Росія. Входить до складу Великоберезниківського сільського поселення.

## Населення
Населення — 94 особи (2010; 148 у 2002).
Національний склад (станом на 2002 рік):
- росіяни — 97 %